# Josep Pujiula
Josep Pujiula i Vila (Argelaguer, 31 de mayo de 1937-Argelaguer, 2 de junio de 2016), también conocido como el Garrell, el hombre de las cabañas o el Tarzán de Argelaguer, fue un tornero retirado que dedicó 45 años a construir y reconstruir el parque de Can Seis Rals o las Cabañas de Argelaguer, actualmente conocido como Parc d'en Garrell, que eran construcciones de madera formando torres, casetas y un laberinto, además de un sistema de estanques y esculturas. Es un ejemplo de lo que se conoce como paisajismo visionario, una de las formas que reviste el arte bruto.

## Parc d'en Garrell

### Primera construcción
En los años 70, comenzó por construir una barraca junto al río Fluvià, para guardar una barca, y fue creando más construcciones hasta tener una aldea completa con más barracas y una casa de tres plantas, conectadas por puentes y con alguna torre.
Ante el vandalismo constante, Pujiula decidió destruirla.

### Siguientes tentativas
Más adelante, comenzó un proyecto más ambicioso, y se dedicó a construir el parque con torres de 30 metros y casi un kilómetro de galerías, todo hecho con ramas de acacia. Agregó un laberinto que protegía la entrada de los visitantes indeseables.

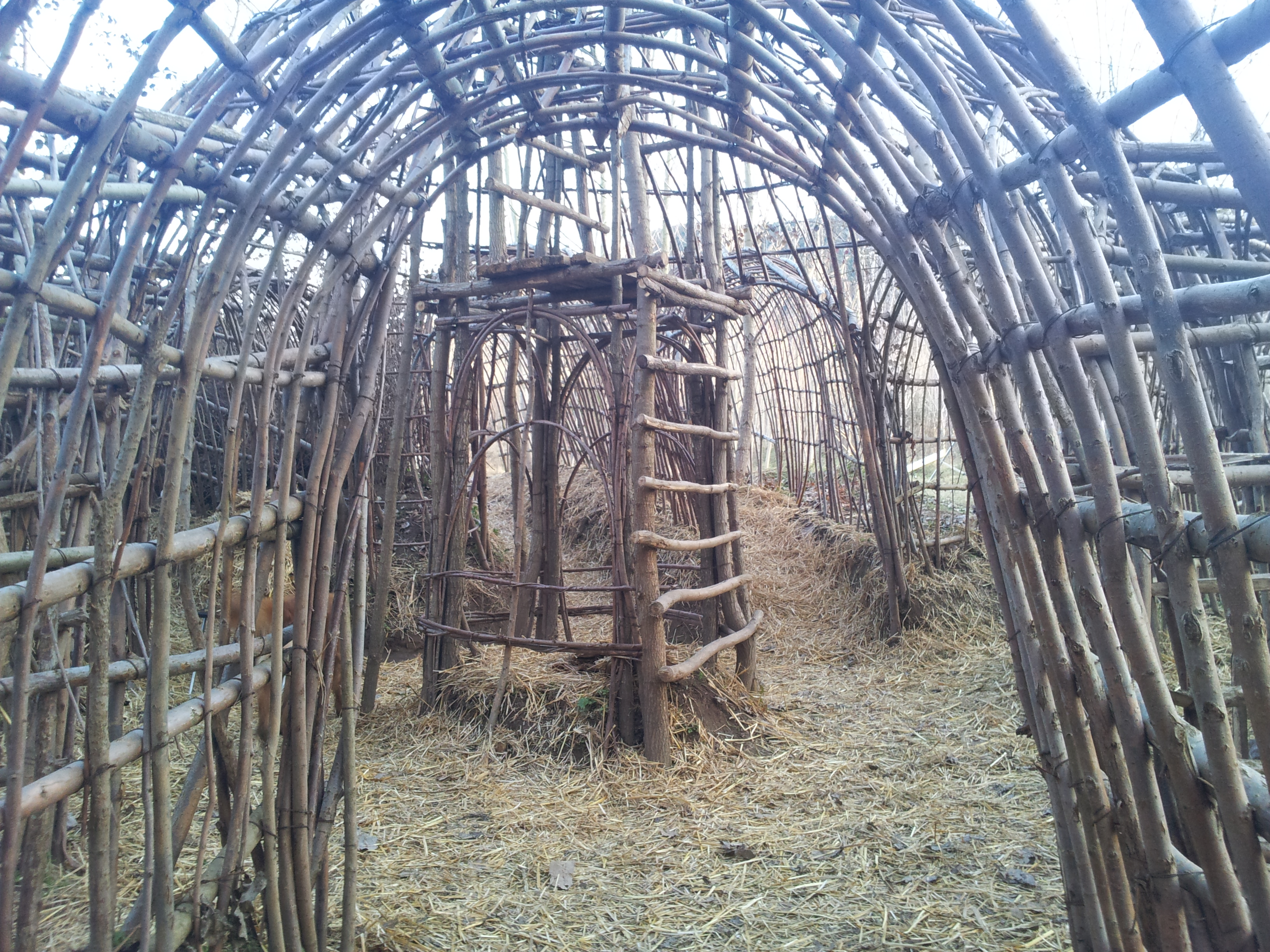
Imagen del laberinto de Can Seis Rals.

El parque que se conserva desde 2012 es la cuarta formación creada por Pujiula después de dos incendios (1994 y 2002) y desmontar debido al paso de la nueva autovía N-260 de Argelaguer a Olot y la ilegalidad del parque en 2002.

### Protección y futuro
El restante de las esculturas y las cabañas ha sido declarado como Bien Cultural de Interés Local por el pleno del Consejo Comarcal de la Garrotxa. Con este distintivo, se evita que la Agencia Catalana del Agua y el Ministerio de Fomento puedan ordenar el desmantelamiento completo del sitio.
El ayuntamiento de Argelaguer tenía previsto abrirlo al público, parcialmente, en la primavera de 2015.

## Documentales
En julio de 2013 se estrenó en Argelaguer y posteriormente en televisión el documental Garrell, El Tarzan d'Argelaguer [Garrell, El Tarzán de Argelaguer], de los realizadores Marc Barceló y Josep Serra.
El 7 de abril de 2014 fue estrenado el documental Sobre la marxa [Sobre la marcha] dirigido por Jordi Morató. En 2014, recibió el premio al mejor largometraje documental en el Festival Alcances de Cádiz.
El documental L'últim barret d'en Garrell, obra del realizador Ivó Vinuesa, grabó hasta un día antes del fallecimiento de Pujiula en 2016. En él se retrata el proceso de elaboración del poblado de madera de acacia.

### Libros
- Josep Pujiula y Vila, L'home de les cabanes [El hombre de las cabañas]. Autoedición de Toni Carbonell. Argelaguer, 2001.
- Las "Cabañas" efímeras Can Seis Rals (Argelaguer, Girona). Juan José Lahuerta.
- Tres confrontacions cultes al mite del Tarzan d'Argelaguer [Tres confrontaciones cultos al mito del Tarzán de Argelaguer], Ramon Faura.
- Escultecturas margivagantes: la arquitectura fantástica en España. Juan Antonio Ramírez, Gonzalo, M. Borrás vado. Madrid: Siruela, golpe. 2006. p. 64-69.
- Forms of tradition in Contemporany Spain. Yo Farb Hernández. University Press of Mississippi and San José State University. 2005. Josep Pujiula i Vila p. 136-169.

### Revistas
- El Tarzan d'Argelaguer i el Rec de Can Sis Rals / Josep Pujiula [El Tarzán de Argelaguer y el Rec de Can Seis Rals / Josep Pujiula]. Quaderns d'arquitectura i Urbanisme, n° 241 (marzo de 2004), p. 36-51.
- El Garrell d'Argelaguer. Fidel Balés. Garrotxes, n° 2 (otoño-invierno de 2009), p. 32-33.
- Una crònica a l'antiga sobre una diada molt especial al poblat de les cabanyes d'en Garrell [Una crónica en la antigua sobre un día muy especial al poblado de las cabañas de en Garrell]. L'Argelaga, n° 22 (diciembre de 2004).